# ولگاته
وولگات یا ولگاته (به لاتین: Vulgate) یا ولگاتا یا قانون مقدس غربی؛ قدیمی‌ترین متن موجود از تمام کتاب مقدس و متن لاتینی رسمی کلیسای کاتولیک رومی است. این متن در اواخر قرن ۴ میلادی توسط ژروم یا همان هیرونوموس تهیه شد تا جانشینی متن لاتینی قدیمی شود که از یونانی ترجمه شده بود. وولگات از قرن ۵ میلادی در مغرب زمین رواج داشت و در اوایل قرون وسطی همه جادر کلیسای کاتولیک رومی متداول بود و همه ترجمه‌های نخستین به زبان‌های محلی از روی کتاب صورت گرفته‌است. در نسخه‌های وولگات اختلافاتی وجود داشت.
در سال ۱۵۴۶، شورای ترنت وولگات را متن رسمی قرار داد و در سال ۱۵۹۲ متن رسمی بدون تحریفات و نسخه بدل‌ها توسط پاپ کلمنس هشتم چاپ شد و رواج یافت. همهٔ چاپ‌های بعدی وولگات از روی همین چاپ کلمنس صورت گرفته‌است. در سال ۱۹۳۳ پاپ عده‌ای را مأمور کرد تا با مراجعه به همهٔ نسخه‌های قدیمی در وولگات تجدید نظر کامل به عمل آورند. کار این تجدید نظر زیر نظر کمیسیونی منصوب از طرف پاپ پل ششم در ۱۹۶۵ ادامه یافت.

## کتابشناسی
- Le Goff, Jacques (2006). The Birth of Europe. Hoboken, New Jersey: Wiley-Blackwell. ISBN 978-1405156820.